# Église Saint-Martin-de-Tours d'Ancelle
L'église Saint-Martin-de-Tours est une église catholique située à Ancelle (Hautes-Alpes) dans le diocèse de Gap et d'Embrun.

## Historique
Une première église Saint-Martin-de-Tours est attestée au XIIe siècle à Ancelle.
Le cadastre napoléonien indique que l'église possède un clocher au sud de l'édifice.
L'église actuelle est édifiée au même emplacement en 1845, selon la date indiquée par un ex-voto contenu dans l'église. Le clocher est construit à une date plus tardive, vers 1869-1870, et porte la date 1934 qui indique probablement une réparation.
Arnold van Gennep indique sa proximité du château d'Ancelle.

## Architecture
La toiture de la nef est en fibro-ciment celle du chœur en ardoise ; la nef est voûtée en berceau plein-cintre et le chœur en cul-de-four. La flèche du clocher parait être en tuf.

## Intérieur
Un tableau de Jules Guédy, de 1855, représente la charité de saint Martin.